# Фауна Тернопільської області
Фауна Тернопільської області представлена лісовими та степовими видами. В області зареєстровано 412 видів хребетних, які належать до 242 родів, 97 родин, 37 рядів і 6 класів. Окремі класи нараховують: круглороті — 1 вид, риби — 45, земноводні — 11, плазуни — 10, птахи — 283, ссавці — 62.
Поліські види тварин поширені в північній частині області. Серед них: заєць сірий, лисиця звичайна, тхір лісовий, свиня дика, куниця лісова, сарна європейська, їжак білочеревий, вовк. З птахів: тетерук, орябок, горлиця звичайна, канюк звичайний, лелека білий, дятел звичайний, грак, сорока, шпак звичайний, сіра ворона.
У середній та південній частині області живуть як степові види, так і представники тваринного світу Карпат: заєць сірий, вивірка звичайна, лисиця звичайна, тхір, сарна європейська, олень, рись, горностай, свиня дика, кріт, їжак білочеревий, полівка європейська, полівка звичайна, ласиця мала.

## Птахи
Серед птахів: синиці, горобці, дрозди, сойка, крук, грак, ворона сіра, галка, сорока, шпак звичайний, жайворонки, перепілка звичайна, ластівки, серпокрилець чорний, сич хатній, сова сіра, зозуля звичайна, горлиця звичайна, канюк звичайний, лелека білий, чапля сіра.

## Земноводні і плазуни
Серед земноводних найпоширенішими є: жаби, ропуха сіра, квакша, тритон.
Серед плазунів: ящірки, черепаха болотяна, водиться 4 види змій: гадюка звичайна, мідянка, полоз лісовий, вуж звичайний.

## Тварини водойм

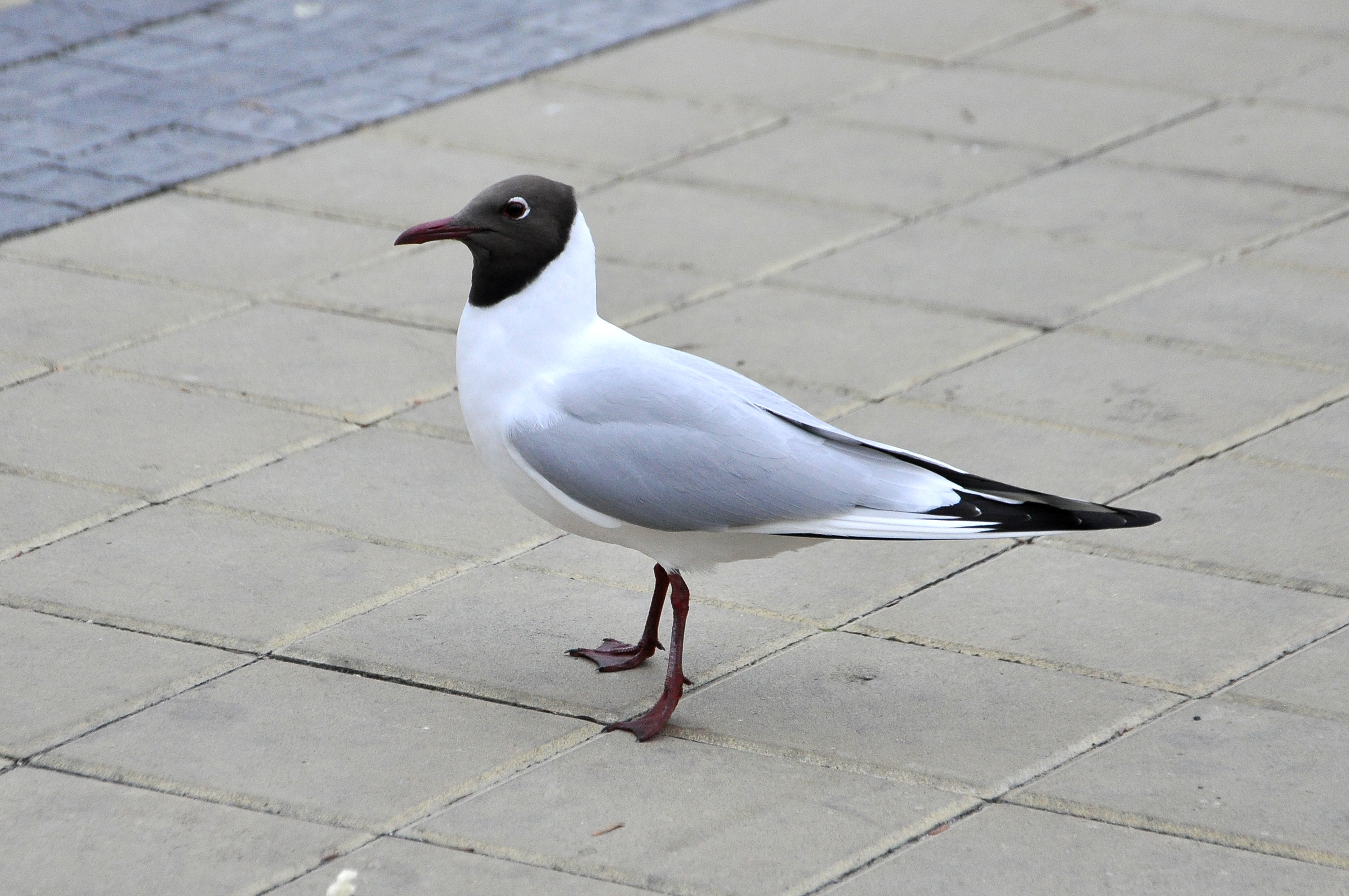
Мартин звичайний у Тернополі

Із риб у річках і ставках області водяться: короп, карась, в'юн, окунь, лящ, лин, щука, сом звичайний, пічкур звичайний, краснопірка та інші. У багатьох водоймах живуть ондатри, видри та деякі хутрові звірі, а на їх плесі скупчуються дикі водоплавні птахи: мартини, крижні, сірі гуси тощо).

## Види, внесені до Червоної книги України
До Червоної книги України занесені такі види тварин, які проживають на території області:
- Андрена золотонога
- Аноплій самарський
- Аполлон
- Бабка перев'язана
- Бистрянка російська
- Бражник скабіозовий
- Бражник мертва голова
- Бражник прозерпіна
- Ведмедиця велика
- Ведмедиця-господиня
- Вечірниця мала
- Вечірниця руда
- Видра річкова
- Вусач великий дубовий
- Вусач земляний-хрестоносець (коренеїд хрестоносець)
- Вусач мускусний
- Вусач-червонокрил келлера
- Вухань австрійський
- Вухань звичайний
- Голуб-синяк
- Горностай
- Джміль червонуватий
- Джміль глинистий
- Джміль моховий
- Джміль пахучий
- Джміль вірменський
- Дозорець-імператор
- Ендроміс березовий
- Жук-олень, рогач звичайний
- Жук-самітник
- Змієїд
- Йорж носар
- Кажан пізній
- Ковалик сплощений
- Кошеніль польська
- Красотіл пахучий
- Ксилокопа фіолетова (бджола-тесляр)
- Ксифідрія строката
- Кутора мала
- Лелека чорний
- Лилик двоколірний
- Лунь лучний
- Люцина
- Махаон
- Мегахіла жіро (бджола листоріз)
- Мелітурга булавовуса
- Мишівка лісова
- Мишівка степова
- Мідянка звичайна
- Мінливець великий
- Мнемозина
- Нетопир звичайний
- Нетопир натузіуса
- Нічниця брандта
- Нічниця велика
- Нічниця водяна
- Нічниця вусата
- Нічниця довговуха
- Нічниця ставкова
- Нічниця триколірна
- Норка європейська
- Офіогомфус цецилія
- П'явка медична
- Підковоніс малий
- Підорлик малий
- Подалірій
- Поліксена
- Сатир залізний
- Сатурнія велика
- Сатурнія руда
- Сиворакша
- Сінниця геро
- Сколія-гігант
- Скопа
- Сова болотяна
- Совка сокиркова
- Стафілін волохатий
- Стрічкарка блакитна
- Стрічкарка орденська малинова
- Стрічкарка тополева
- Трохета биковського
- Тхір лісовий
- Тхір степовий
- Урофора дзєдушицького
- Хом'як звичайний
- Шуліка чорний
- Ялець звичайний
- Ящірка зелена